# Псевдобульбарный синдром
Псевдобульбарный синдром — неврологический синдром, обусловленный двусторонним прерыванием корково-ядерных путей. По клинической картине весьма схож с бульбарным синдромом (откуда и название), однако возникает вследствие поражения иных структур мозга и имеет ряд особенностей. 

## Симптоматика
Для псевдобульбарного синдрома характерна та же триада симптомов, что и для бульбарного синдрома — дизартрия, дисфония, дисфагия. Как и при бульбарном параличе, причиной этих проявлений является нарушение иннервации мышц глотки, мягкого нёба, языка, а также голосовых связок.
При псевдобульбарном синдроме отмечается более равномерная, чем при бульбарном синдроме, выраженность пареза мышц, иннервация которых обеспечивается черепными нервами каудальной (бульбарной) группы. Парез носит центральный (спастический) характер. При этом тонус мышц повышается, и особенно выраженным бывает расстройство дифференцированных произвольных движений. Атрофии мышц губ и выпадения глоточного и нёбного рефлексов, дуги которых замыкаются в продолговатом мозге, не отмечается. Вместе с тем, при псевдобульбарном синдроме обычно повышается рефлекс с нижней челюсти и появляются рефлексы орального автоматизма.
Для псевдобульбарного паралича характерно наличие насильственного плача, реже смеха. Больные при этом могут плакать или смеяться по любому поводу. Непроизвольный плач у больного с псевдобульбарным параличом может наступать при оскаливании зубов, при проведении бумажкой по губам и т.п.
Нередко псевдобульбарный паралич может сочетаться с признаками центрального тетрапареза, вследствие вовлечения в патологический процесс пирамидных путей.
При псевдобульбарном параличе, в отличие от бульбарного, не наблюдается расстройств дыхательной и сердечно-сосудистых систем, так как патологический процесс не затрагивает витальные центры, развиваясь выше продолговатого мозга.

### Рефлексы орального автоматизма
Нижнечелюстной, или мандибулярный рефлекс (Бехтерева) вызывается постукиванием молоточком по подбородку или по шпателю, положенному на нижние зубы, при слегка открытом рте. Рефлекс глубокий, периостальный. Ответной реакцией является сокращение жевательных мышц, вызывающее смыкание челюстей (поднятие нижней челюсти). Рефлекторная дуга: чувствительные волокна нижнечелюстного нерва (третья ветвь тройничного нерва → чувствительное ядро тройничного нерва → двигательное его ядро в мосту → двигательные волокна той же III ветви тройничного нерва. Рефлекс не отличается большим постоянством в норме и резко повышается при псевдобульбарном параличе.
К рефлексам орального автоматизма относятся многочисленные рефлексы, ответной реакцией при которых является вытягивание губ вперёд (сосательное или поцелуйное движение губами). Вызываются они прикосновением к губам, постукиванием молоточком по верхней губе или вокруг рта в области круговой мышцы рта (лат. m.orbicularis oris) — хоботковый рефлекс, и даже при приближении молоточка к губам — дистанс-оральный рефлекс Корчикяна. Та же ответная реакция может возникнуть и при поколачивании молоточком по спинке носа (назо-лабиальный рефлекс Аствацатурова). К симптомам орального автоматизма примыкает и ладонно-подбородочный рефлекс Маринеску-Радовича. Вызывается он штриховым раздражением кожи в области возвышения ладонной поверхности большого пальца. Ответная реакция — сокращение подбородочной мышцы — отмечается обычно на той же стороне. Иногда при псевдобульбарном параличе вызывается «бульдожий» рефлекс (симптом Янышевского) — судорожное сжатие челюстей в ответ на раздражение шпателем губ, дёсен или твёрдого нёба.

## Заболевания, для которых характерен псевдобульбарный синдром
- выраженный атеросклероз сосудов головного мозга
- рассеянный склероз
- болезнь двигательного нейрона
- опухоли верхних отделов ствола головного мозга
- черепно-мозговая травма
- детский церебральный паралич